# Босенко, Валерий Алексеевич
Валерий Алексеевич Босенко (1 января 1927, Мариуполь, УССР, СССР — 19 марта 2007, Киев, Украина) — советский философ-марксист, специалист по материалистической диалектике и философским вопросам педагогики. Доктор наук, профессор КГУ.

## Биография
Родился в семье учителей. В 1946 году окончил среднюю школу и поступил на философский факультет Киевского государственного университета им. Т. Г. Шевченко, где после окончания учёбы работал на должности ассистента. В 1952—1962 годах работал доцентом кафедры диалектического и исторического материализма. С 1963 по 1993 год работал доцентом, профессором кафедры философии гуманитарных наук.
П. В. Копнин был руководителем кандидатской диссертации В. А. Босенко «Некоторые вопросы диалектики непрерывности и прерывности в движении» (1956). В 1968 году защитил докторскую диссертацию: «Диалектика как теория развития». Некоторое влияние на становление педагогических взглядов В. А. Босенко оказал С. Х. Чавдаров.
Начиная с 1994-го 8 лет преподавал в Киевском политехническом институте на кафедре философии. Пользовался большой популярностью у многих поколений студентов.
Широкую известность в среде философов, педагогов и широкого круга читателей приобрела его книга «Воспитать воспитателя» (1989), переизданная на Украине в 2004 году.
В. А. Босенко уделял большое внимание популяризации идей материалистической диалектики средствами философской публицистики. Его статьи печатались в газетах «Комсомольская правда», «Поиск», журналах «Коммунист», «Марксизм и современность».
В. А. Босенко дружил и активно сотрудничал с Ю. А. Ждановым, Э. В. Ильенковым, Л. К. Науменко. Был научным руководителем кандидатской диссертации выдающегося теоретика советской эстетики Анатолия Станиславовича Канарского, которого называют одним из его самых первых и самых знаменитых учеников.
Вдовец, супруга и единомышленница — Леонида Сергеевна Горбатова. Кандидат философских наук, работала на кафедре этики и эстетики Киевского государственного университета, автор книги «Моральні принципи соціалістичного суспільства», в которой осуществлена одна из немногочисленных попыток рассмотрения проблем морали и нравственности с точки зрения материалистической диалектики.
Дети: Евгения и Алексей также закончили философский факультет Киевского государственного университета им. Т. Г. Шевченко, оба стали кандидатами философских наук и преподавали философию в киевских вузах.
За шесть лет до смерти перенес инсульт, после которого так и не оправился.
Похоронен на Байковом кладбище.

## Наследие
Валерий Алексеевич Босенко внес огромный вклад в дело сохранения и развития диалектической марксистской традиции как в советские годы, так и после разрушения СССР. Его работы «Диалектика как теория развития» и «Актуальные проблемы диалектического материализма» стали классическими и были переизданы в 2001 году под общим названием «Всеобщая теория развития».
В. А. Босенко — автор нового и эффективного способа обучения — метода проблемных групп, который активно применялся и применяется его учениками и последователями в ходе преподавательской деятельности и при организации изучения диалектики. В разное время проблемные группы, построенные по системе Босенко, работали в Киеве, Мариуполе, Хмельницком, Виннице, Дрогобыче. Сейчас активно действуют несколько кружков в разных вузах Киева и два кружка в Москве.
Учениками В. А. Босенко числит себя группа во главе с В. Д. Пихоровичем (Киев).

## Основные работы
- До питання про діалектику взаємовідношення «вибуху» і «стрибка» в процесі руху. К., 1961;
- Диалектика как теория развития. К., 1966;
- Актуальные проблемы диалектического материализма. К., 1983;
- Воспитать воспитателя (над чем не работают и о чём не спорят философы). К., 1990;  Архивная копия от 3 июля 2014 на Wayback Machine
- Всеобщая теория развития. К., 2001. Архивная копия от 3 июля 2014 на Wayback Machine
- Диалектика мстит за пренебрежение к ней. К., 2010. Архивная копия от 28 апреля 2011 на Wayback Machine
- Размышления по поводу и по существу Архивная копия от 5 февраля 2016 на Wayback Machine